# Inste
Als Inste oder Instleute bezeichnet man einen vor allem für Nord- und Ostdeutschland eigentümlichen Typus von Gutstagelöhnern auf den großen Gütern. Eingebunden war dabei die ganze Familie. Den Höhepunkt ihrer Bedeutung hatten sie in der ersten Hälfte des 19. Jahrhunderts, ehe sie allmählich von Lohnarbeitern verdrängt wurden. In der sozialen ländlichen Hierarchie standen sie etwas unterhalb der Büdner.

## Etymologie
Inste ist die niederdeutsche Form für Insasse. Im Nordostdeutschen (bis nach Ostpreußen pp.) gibt es auch noch das Wort Instmann / Instermann in der Wortbedeutung Landarbeiter. Damit wurde seit dem 17. und 18. Jahrhundert eine Bevölkerungsgruppe bezeichnet, die weder Land noch Wohnraum besaß und deswegen Wohnraum mieten musste. Das Deutsche Wörterbuch der Gebrüder Grimm beschreibt einen Instmann als einen Einlieger, „der in eines andern hause wohnt und keine güter im dorfe hat“. Das Deutsche Rechtswörterbuch weist die Verwendung des Begriffs Instlude bereits 1486 und von dieser Zeit an in zahlreichen Verwendungen des Begriffs nach.

## Struktur
Max Weber veröffentlichte 1891 für den Verein für Sozialpolitik seine Schrift Die Verhältnisse der Landarbeiter in Deutschland. Darin analysierte er die agrarischen Verhältnisse im östlichen Deutschland. Den ostdeutschen Insten galt seine besondere Aufmerksamkeit. Um 1840 soll es etwa 200.000 Insten gegeben haben. Die Zahl der Familienangehörigen und abhängigen Knechte lag um ein Vielfaches höher.
Die Insten ließen sich mit ihrer Familie und ein oder zwei Knechten (Hofgänger oder Scharknechte genannt) auf einem Gut nieder und arbeiteten für den Gutsherren. Dabei waren sie durch einen langfristigen Vertrag an den Gutsherren gebunden. Ihr Einkommen bestand aus verschiedenen Bestandteilen. Dazu gehörte die Entlohnung in Geld und Naturalien. Hinzu kam das Nutzungsrecht für die eigene kleine Landwirtschaft oder das Halten von Vieh. Hinzu kam ein gewisser Anteil am Ertrag des Gutes. Das Vertragsverhältnis der Insten mit den Gutsherren war eine eigentümliche Mischung. Sie waren keine Lohnarbeiter, sondern standen auch in einem Herrschaftsverhältnis zum Gutsherren. Sie waren auch am Ertrag des Bodens beteiligt.
Außerdem waren sie sowohl Arbeitnehmer als auch gegenüber ihren Knechten Arbeitgeber. Weber beschreibt die Insten als Arbeiter, Kleinunternehmer und Knechte in einer Person. Aus diesen besonderen Verhältnissen ergibt sich, dass die Insten in vielem die Interessen der Gutsbesitzer teilten. Hans-Ulrich Wehler verglich das Verhältnis der Insten wegen ihrer Abhängigkeit vom Gutsherren mit mittelalterlichen Fronbauern. Tatsächlich war die Lage der Insten eine Folge der Aufhebung der Leibeigenschaft und der Landreformen um 1800. Dabei erhielten jedoch nicht alle vorher leibeigenen Gutsangehörigen Pachtstellen. Die Übrigen mussten sich im Tagelohn verdingen.

## Einkommen
Die Zusammensetzung der Entlohnung war unterschiedlich. Im Osten war der Anteil des Naturallohns meist höher als in den westlicheren Gebieten. Der Naturallohn konnte sich aus der Wohnung, aus Land oder Saatgut zusammensetzen. Hinzu kamen Nahrungsmittel und als Drescherlohn als Teil des Ertrags des Gutes Getreide. Die Höhe des Naturallohns war an die Arbeitsleistung und die Anzahl der gestellten Arbeitskräfte gebunden. Ein Drittel des Einkommens etwa entfiel auf Geldeinkommen für das in den Wintermonaten betriebene Dreschen des Getreides. Daneben erwirtschaftete die Familie noch etwas auf dem vom Gutsherren zur Verfügung gestellten Grundbesitz. Das vom Gutsherrn zur Verfügung gestellte Haus und der Grundbesitz, die Instenstelle, machten die Instenfamilien stark vom Gutsherrn abhängig. Eine Auflehnung hätte den Verlust der Wohnung bedeutet.

## Entwicklung
Die Agrarreformen zu Beginn des 19. Jahrhunderts führten zu einer Zunahme der Instleute. Sie traten an die Stelle der bisherigen gutsuntertänigen Bauern. Allerdings hatten die Reformen auch negative Auswirkungen auf die Einkommensmöglichkeiten der Insten. Die Viehhaltung auf den Allmenden fiel etwa weg. Anstelle von fremden Knechten dienten die Frauen und Kinder als Hofgänger und Scharwerker. Auch die rechtliche Lage verschlechterte sich. Seit 1837 waren die Instleute wie auch das Gesinde der Polizeiaufsicht der Gutsherren unterworfen. Ein Koalitions- und Streikrecht hatten sie bis zur Novemberrevolution nicht.
Insgesamt war die soziale und wirtschaftliche Lage der Insten nach Webers empirischen Untersuchungen besser als die qualifizierter Industriearbeiter. Allerdings wurde ihre Existenz vom Wandel und der Modernisierung der Landwirtschaft bedroht. Die Bedeutung des Getreideanbaus ging zurück. Auch die Getreidepreise sanken. Hinzu kam, dass durch die Einführung von Dreschmaschinen die Insten eine bislang wichtige Aufgabe tendenziell einbüßten. Auch die Möglichkeit der eigenen Viehhaltung wurde eingeschränkt. Außerdem gelang es den Insten durch die Konkurrenz der Industrie auf längere Sicht kaum noch, Hofgänger oder Scharknechte anzuwerben. Auch viele Kinder der Insten zogen andere Tätigkeiten vor. Seit der Mitte des 19. Jahrhunderts nahm die Bedeutung der Insten zu Gunsten von reinen Tagelöhnern und Lohnarbeitern ab.